# 大日本帝国 (映画)
『大日本帝国』（だいにっぽんていこく） は、1982年（昭和57年）8月7日に公開された東映製作配給の戦争映画である。180分、カラー、ワイド、映倫No.110827。

## 概要
「シンガポールへの道」と「愛は波濤をこえて」との二部構成の長編。
『二百三高地』の大ヒットを受けて製作された。台湾・サイパンに長期ロケハンを敢行し、製作費15億円（うち宣伝費2億5,000万円）。
1980年代前半に東映が8月に公開していた一連の舛田利雄監督、笠原和夫脚本の戦争映画の1本で、さらに続いて製作された『日本海大海戦 海ゆかば』を加えて、東映の、同監督・同脚本による、戦史映画三部作となる。
『二百三高地』の翌年に公開の予定で企画されたが、東宝が「8.15シリーズ」と称する戦記映画の一環として『連合艦隊』を公開したため、競合を避けて翌々年の公開となった。

## あらすじ
第1部 シンガポールへの道
ABCD包囲網によって窮地に立たされた日本政府は、対立するアメリカとの和解を模索していたが、対米開戦を強力に主張する陸軍を中心とした勢力に屈し、近衛内閣は総辞職した。そこで強硬派の急先鋒ながら、忠心に篤い陸軍大臣東條英機をあえて首相に任命した昭和天皇は、そのうえで対米開戦を回避するよう指示した。
その当時、歩兵第42連隊では東北出身の小田島剛一少尉らが着任し、命課布達式が挙行されていた。同じころ、京都ではクリスチャンである京都大学の学生・江上孝が、肺病を患う京子の目前で特高警察に連行されて嫌がらせ同然の尋問を受けた。江上は京子と親交を深めて恋仲となるが、このあと不本意ながら処世術として軍隊に志願する。多くの庶民も戦争にかり出された。その一人である床屋の小林幸吉は入営が決まり、それを知って思わず押しかけてきた幼なじみの美代と結婚する。
天皇の負託に応えて主戦論を撤回した東條首相だったが、いずれ国内の強硬派を抑えきれなくなると読んでいたアメリカは、先制攻撃をさせるため日本に「ハル・ノート」を突きつけて挑発する。そしてついに内閣は全員一致で開戦を議決、これを御前会議で天皇は了承するの止む無しに到り、太平洋戦争は開戦し、海軍による真珠湾攻撃が敢行された。東條は天皇の意思に沿えなかったことを悔い、自宅で煩悶する。
小田島の指揮する中隊の所属となった幸吉らは、開戦劈頭のマレー作戦に従軍し、激戦の中で次第に逞しくなっていった。やがてマレー半島を席巻した日本軍はシンガポールにせまり、シンガポール攻略戦が始まったが、イギリス軍はマレー系や中華系などの地元住民に最前線の防衛を任せていた。激しく日本軍に抵抗する地元民の男女に衝撃を受け、小田島たちは自分らが考えていたアングロサクソンからの解放の戦争という単純な図式は成立せず、今後戦争が長引くことを予感する。
また、イギリス軍のブキテマ高地における最後の猛反撃の中で日本軍はだまし討ちに遭い、幸吉の所属する分隊の桐山軍曹らが戦死し、自身も負傷した。そのことにより幸吉ら兵士たちはイギリス軍に対する憎しみを募らせていった。
そのころ幸吉の新妻となった美代は妊娠しており、戦地の夫を心配していた。彼女はラジオで大本営発表が「大元帥陛下」と言うのを聞き、どうして天皇は戦場で直接指揮を執らずに宮城にいるのかと疑問に思う。その後、シンガポールから帰還して陸軍病院で療養していた幸吉に息子と面会に行くと、戦友の死や敵兵に対する憎しみにより、幸吉の思考は第一線で闘う軍人のそれと化していた。美代はそんな幸吉を強くたしなめ、彼は再び生に執着するようになる。
東南アジアでは緒戦の進撃を順調に続けていた日本軍であったが、ミッドウェー海戦やガダルカナルの戦いで米軍に致命的な敗北を喫すると、攻守が逆転し日本軍の戦況は不利となっていった。この事態を受けて藁をもつかみたい思いの東條は、当時対立していた石原莞爾を招いて助言を求める。しかし現実主義者の石原は東條が置かれた立場に同情しつつも、打開策などなく撤退・辞任すべきと厳しい意見を述べた。東條は石原に対して別れ際に「ただ私は総理だ。私への反逆はお上への反逆になるということを、忘れんでくれ給え」と言い放ち、結局孤立を深めてしまう。
米軍はついに絶対国防圏の一角サイパン島に攻めてきた。サイパン島に配置されていた小田島は、ガラパンで小料理屋を営む沖縄出身の国吉靖子と懇意になり、彼女に避難を促すが、その矢先に空襲と艦砲射撃が激しくなる。シンガポール戦での負傷後一旦は除隊した幸吉は再召集され、サイパンで偶然他部隊の小田島と再会する。「100匹の猫が1匹の鼠を食い殺す」ような戦力差と言われたサイパンの戦いの中で日本軍は組織的な抵抗力を失い、小田島ら日本軍の敗残兵は、サイパン島に居住していた日本の一般市民と共にジャングルを彷徨い歩くこととなる。司令部へ報告に赴いた小田島は、民間人を放置して指揮下に入るよう言い渡されるが拒む。陸海軍の最高指揮官たちは自決を遂げ、進退窮まった多くの残存日本兵と一般市民は深夜、「海ゆかば」を合唱しながら敵陣へ歩みを進めるが、幽鬼の群れのような彼らはアメリカ軍の十字砲火を受けて次々と倒れていった。残った一般市民もバンザイクリフで次々と自決する。
第2部 愛は波濤をこえて
この後サイパン島はアメリカ軍の手に落ち、この責任を問われた東條は、首相の職を辞すことになる。美代も絶望のあまり息子を連れて入水自殺を図ろうとし、辛うじて思いとどまるも、幸吉から預かった床屋道具を海に投げ込んでしまう。
そのサイパンにはなお日本人たちが潜伏し、小田島と幸吉、靖子、将兵と民間人らはなお懸命に生き抜こうとしていた。しかし飲み水を汲みに行った際に靖子はアメリカ軍に発見され、追い詰められて手榴弾で自決してしまう。軍医は傷病者を救うため投降しようとするが、抗戦を主張する下士官に射殺される。ここに及んで大日本帝国軍人としての忠節を貫くことに疑問を感じた小田島たちは、兵士のうち他者に死を強要するばかりの者たちを洞窟から追い出し、自らの階級章をはぎ取る。小田島は単身で投降の話し合いに向かうことを決め、もし自身が戻らなかったら民間人牧師の助力でアメリカ軍と接触するよう、幸吉たちに言い残す。丸腰の小田島は砂浜で遊ぶアメリカ軍兵士のカップルを見付けるが、彼らが死者の頭蓋骨を弄んでいたのを知り逆上し、奪った銃で彼らに発砲。そして絶命寸前の女性兵士に反撃されて死んでしまう。
一方、江上は予備士官に任官し海軍航空隊へ入り、フィリピンで神風特別攻撃隊として出撃するが、悪天候で引き返してしまう。それを不満に思った古参の兵曹長パイロット大門勲に詰め寄られる。その後アメリカ軍の進撃で飛行場を追われ、地上戦の末ジャングルに逃げ込んだ江上らだったが、大門たちは物資運搬を手伝わせた現地民を秘密保持の名目で虐殺する。その中には江上の恋人柏木京子に瓜二つで、日本軍に協力するマリアがいたが、部下たちを守るためだという大門からの強硬な申し出に対して、江上は虐殺を容認してしまう。
フィリピンを失った日本はその後硫黄島や沖縄も失った。本土への空襲も激化し、東京大空襲で美代と息子は焼け出されてしまう。その後、広島と長崎へ原爆も投下された。
こうした事態を受けて、最後となる御前会議が開かれた。天皇は御前会議の場では発言しないという前例を覆して自論を述べ、これ以上の犠牲を出したくないと涙を落とす。これにより、徹底抗戦を叫ぶ者たちも戦争続行を諦めざるを得なかった。
この結果、日本は無条件降伏したが、連合国内で天皇の責任を問う声が高まっていた。このような流れの中で、下村定陸軍大臣が東條を招き、開廷が予想される国際軍事裁判で、日本側の立場を主張し天皇を守ることができるのは東條のみと、敢えて恥を忍んで法廷に立つことを説得していた。その後、GHQの憲兵たちが戦争犯罪人扱いで逮捕に押し掛ける非礼に憤慨した東條は、拳銃で自決を図る。重傷を負った東條を、なんとしても戦犯として裁判にかけたいアメリカ占領軍は、当時最高の医療を施して救命した。
こうして囚われの身となった東條は、東京裁判の法廷で、天皇は大戦前に詠った和歌から判るように開戦は望んでいなかったこと、東條ら当時の軍の開戦の決定を不承不承認めた事を説明する。そして「全ての戦争責任は自分ひとりにあり、陛下や他の者に責任を問うのは間違っている」「戦争は相手のあるものだから、連合国の指導者も法廷に立たないと真実の究明にならない」と主張するも、絞首刑の判決を受ける。その後、面会に来た妻子に、自分が仏教の有難さを感得したことを伝え、「仏様の偉大さに比べたら、この世の帝王なんて実に小さい」と全てを達観した表情で説き、念仏を誦しながら死刑台の階段を上がっていった。天皇の戦争責任については、戦後の国際情勢の中、アメリカの日本の占領統治には天皇の存在が不可欠という政治判断もあり不問とされた。
同じころ、外地で捕虜となった日本の兵士たちも戦争犯罪の責任を追及されていた。フィリピンの江上と大門はマリアら無抵抗の現地人を虐殺した罪に問われていたが、軍事法廷を「インチキ裁判」と断ずる大門は全責任を引き受けようとし、江上だけは生き残るようにと説得する。一方江上も指揮官であった自らの責任であると発言する。獄舎でようやくお互いを認め合った二人だったが、天皇が援軍を率いて救出に来ると信じて疑わない大門は、江上に脱獄を提案する。しかし脱走を試みるも失敗に終わり、看守を刺した大門は射殺される。江上の恋人の京子は健康を取り戻し、日本のYMCAを通じて助命のために支援活動を行い、フィリピンを訪れて江上と面会する。しかし軍人になる選択を下した責任、そして京子の面影を重ねたマリアを死なせた責任を全うするため、江上は助命を拒否する。そして京子に生き続けるよう告げ、のちに銃殺刑の場で「天皇陛下、海軍中尉江上孝、お先に参ります。天皇陛下万歳」と叫びながら絶命した。
一方、戦火の中を生き延びた美代と息子は、戦後の混乱の中で死物狂いで生き抜き、遂に復員した幸吉と海岸で再会を果たすのだった。

## 出演
政府関係
- 東条英機 - 丹波哲郎[8][9]
- 近衛文麿 - 仲谷昇
- 木戸幸一 - 高橋昌也
- 豊田貞次郎 - 織本順吉
- 下村定 - 田村高廣
- 賀屋興宣 - 浜田寅彦
- 東郷茂徳 - 原田清人
- 嶋田繁太郎 - 山本清
- 鈴木貞一 - 林孝一
- 野口博
- 野崎茂隆
- 長井隆充
- 増田清
- 伊達康一
- 高橋邦雄
- 今関主計
- 田中司
- 大花成匡
- 渡辺寒二
- 小林一三
- 福井武義
- 飯原敏弘
- 林重蔵
- 鈴木貫太郎 - 小山源喜
- 清水照夫
- 及川古志郎 - 弘松三郎
- 有馬昌彦

軍人関係
- 小田島剛一 - 三浦友和
- 大門勲 - 西郷輝彦
- 江上孝 - 篠田三郎
- ヒゲ兵曹 - 梅宮辰夫
- 小森軍医 - 大和田伸也
- 由良一等兵 - 湯原昌幸
- 桐山軍曹 - 佐藤允
- 古川曹長 - 川地民夫
- 本堂一等兵 - 小倉一郎
- 小林幸吉 - あおい輝彦[2]
- 参謀 - 石橋雅史
- 阿南惟幾 - 近藤宏
- 沢竜二
- 原田力
- 北村大造
- 尾型伸之助
- 大西徹哉
- 堀光昭
- 高月忠
- 西谷二飛曹 - 湯川友晴
- 吉峰士郎
- 井桁敬治 - 高野陸志
- 亀山達也
- 城春樹
- 大泉公孝
- 宮地謙吾
- 村添豊徳
- 大島博樹
- 生江和夫
- 泉福之助
- 阿部財久
- 橋本秀男
- 内堀八蔵
- 押切敬次
- 三重街恒二
- 秋山敏
- 加来止男 - 南道郎
- 赤松貞雄 - 南廣
- 山口多聞 - 近藤洋介
- 斎藤義次 - 敷佐三郎
- 豊田副武 - 高木禮二
- 南雲忠一 - 山口明
- 梅津美治郎 - 本庄正則[9]
- 石原完爾 - 若山富三郎[8]

外人関係
- ジョン・ステッカン
- グラハム・レーヴィ
- エンベル・アルテンバイ
- カルロス・レグナー
- カーリー・ジャクリーン
- ジャック・ディビス
- マニング・ベラヴェガ
- ロドルフォ・パスカ
- ノブリト・ロドリゲス
- ポール・ゴレッツ
- ジェフ・フォウラー
- ウィリー・ドーシー
- ホセ・ビオラ
- ブッチ・グムゴモダ
- リチャード・フィルド
- トム・ゴーレ
- アーサー・ミル
- オスマン・ユスフ

皇室関係
- 昭和天皇 - 市村萬次郎

民間関係
- 新井美代 - 関根恵子
- 柏木京子・マリア（二役） - 夏目雅子
- 国吉靖子 - 佳那晃子
- 警官 - 青木義朗
- 小川金作 - 愛川欽也
- 玉江 - 高沢順子[9]
- 東条勝子 - 稲野和子
- 石井富子
- 三鈴栄子
- 有明祥子
- 有吉真知子
- 明石多佳子
- 津奈美里ん
- 酒井愛美
- 棚橋久美
- 東条君枝 - 仙道敦子
- 福島歳恵
- 益田玲
- 松井佐智子
- 松井秋子
- 松井良樹
- 大磯学
- 岩瀬威司
- 日野年勝
- 須藤芳雄
- 小山昌幸
- ジョージ・安村
- 須賀良
- 刑事 - 汐路章
- 刑事 - 倉地雄平
- 山浦栄
- 晴乃ピーチク
- 山田光一
- 垂水吾郎
- 北川勝馬 - 河原崎次郎
- 桑山正一

## スタッフ
- 企画：幸田清、天尾完次、太田浩児、瀬戸恒雄[8]
- 脚本：笠原和夫
- 撮影：飯村雅彦
- 特技監督：中野昭慶
- 美術：北川弘
- 録音：宗方弘好
- 照明：小林芳雄
- 監督補佐：馬場昭格
- 助監督：蔦林淳望
- 編集：西東清明
- 音響効果：岩藤竜三
- 記録：勝原繁子
- 擬斗：尾型伸之介
- 装置：浜中一文
- 装飾：五十嵐靖治
- 特殊効果：大平特殊効果、久米攻
- 製作調整：山田光男
- 演技事務：河合啓一
- 美粧：井上守
- 美容：石川靖江
- 衣裳：東京衣裳
- 宣伝担当：坂本年文、山本八州男
- スチール：加藤勝男
- 琉球舞踊指導：金城禮子
- 八重山古典民謡指導：赤嶺武
- 方言指導：有吉真知子
- 特殊技術
  - 特撮：鶴見孝夫
  - 光学撮影：宮西武史
  - 美術：小林完
  - 照明：森本正邦
  - 特撮操演：松本光司
  - 特殊効果：渡辺忠昭
- アニメーション：東映動画
- 現像：東映化学
- 進行主任：石川通生
- 音楽監督・指揮：山本直純[2]
- 作曲：山本直純、たかしまあきひこ、山本純ノ介
- 音楽プロデューサー：松田仁、ひのきしんじ、高桑忠男
- 音楽ディレクター：友野久夫
- 演奏：オズ・ムジカ
- 音楽協力：ニュー・クリークレコード、オズ・ミュージック、五木プロモーション
- ナレーター：内田稔
- 企画協力：赤松貞雄、原四郎、諸隈良夫
- 中央電影関係スタッフ：章錫坤、林贊庭、聶仰賢、張克家、楊書堯、陳美恵、李富雄、方正同、郭木山
- 協力：中華航空公司、中央電影公司、永昌貿易、国際プロ、東映美術センター、テレビ東京
- 制作協力：東宝映像
- 監督：舛田利雄[8][9]

## 主題歌
「契り」
「恋歌」
作詞：阿久悠 / 作曲：五木ひろし / 編曲：山本直純 / 歌：五木ひろし
- シングル発売日：1982年7月1日
- シングル販売元：徳間音楽工業

## 製作

### 企画
企画は岡田茂東映社長（当時）。『二百三高地』の大ヒットを受けて銀座に笠原和夫が、岡田と天尾完次企画部長（当時）と繰り出したおり、岡田から「もう一度戦争映画を作ろう」と指示を受けた。岡田は笠原に「This Is The War（これぞ戦争だ！）」みたいな「太平洋戦争を舞台に日本が勝ったとこだけ選んで繋いでくれ」と脚本執筆を指示した。タイトルも岡田の命名によるものである。このアナクロ過ぎなタイトルから、戦争賛美だとして製作・上映反対運動が起きた。岡田は、本作品を製作する気になったのは「東条英機が、戦前戦時の日本が生んだ悲劇の人物だと思ったから。大東亜戦争は東條が一人で計画したのでもなんでもない、開戦の僅か一ヶ月前、満州から呼び戻され総理大臣に据えられた、開戦総理大臣なんです。当時の日本は既に戦わざるをえない状況に追い込まれていた。なぜ、彼が総理に据えられたかというと性格が生真面目で、軍部が操り易いということだったに過ぎない。操り人形にされた―そういう悲劇の人物なんです。敗戦の責めを一人背負って処刑されたんだが、それで本当に日本としてけじめが付いたのか。開戦から敗戦までの日本の歴史を東条英機という悲劇の人を軸にして描く、当時の日本の有様に、今こそ目を向ける必要がある」「戦後36年を過ごし、人々が平衡感覚を取り戻した今日、改めて再度現代日本の歴史の厳粛な原点としての太平洋戦争を見直してみる必要がある。なぜ戦争が起きたか、日本人はどう戦い、いかに平和を獲得したか、私たち日本人の目で真実を見つめたいと考え、この『大日本帝国』を企画した」などと述べた。

### 脚本
岡田の構想は東条英機を軸に日本の勝利を華々しく描くものだった。笠原は岡田の指示を全く無視し、笠原のライフテーマであった”昭和天皇の戦争責任問題”を明確に盛り込んだ。題名が反動的であるとして話題を呼んだが、監督の舛田利雄も「題名だけで批判されるのは目に見えていたから、余計、内容的には、その時代を知る者として、伝えなければいけないことを、ちゃんと伝えようと作った」と述べている。

### 製作発表
製作発表会見は3分の2の撮影を終えた1981年夏にあり、丹波哲郎、三浦友和、篠田三郎、あおい輝彦の4人は劇中で着る軍服で登場。製作費15億円で、来年（1982年）夏休みシーズンに公開を予定、動員400万人、配収20億円を目指すなどと発表された。舛田監督は「この映画で、今の若い人達に、戦争に引き込まれた青春群像がどういうものだったのかを見てもらいたい」と話した。丹波哲郎は「戦争は負けたためにこれまで東條英機は間違って解釈されていた。真実が隠されていた。本当はこうだったんだということを後に続く若い人たちに教えることが今度の役を引き受けた理由である」と発言したため、翌朝の新聞各紙がこれをセンセーショナルに報道した。

### 撮影
1981年3月、冒頭の桜のシーンからクランクイン。予告編でもアピールされているが、海外ロケが大半になっており、台湾と太平洋戦線上のサイパン島で長期ロケが敢行された。猛暑の1981年7月から8月にかけて2ヵ月間、台湾ロケがあった。三浦友和、西郷輝彦、あおい輝彦、湯原昌幸、小倉一郎、河原崎次郎らが参加。スタッフ・キャストが宿泊するホテルは冷房施設がなく、窓を開けると蒸し暑い空気しか入って来ず、天井にはヤモリがへばりつく部屋。ロケ地へ向かう観光バス内だけが冷房完備。猛暑と重装備でちょっと走っただけでヘトヘトになった。

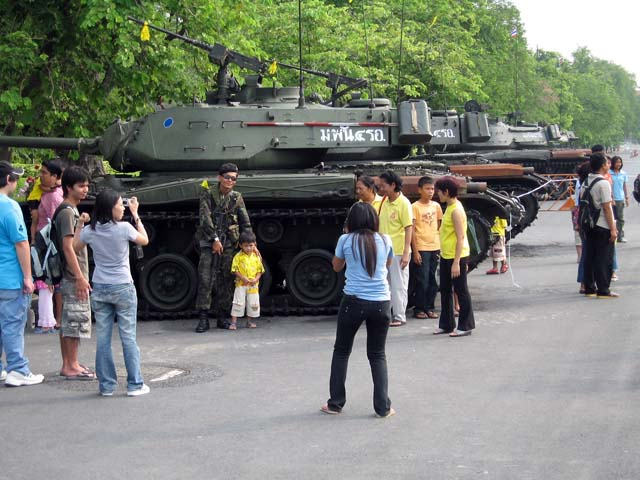
日本、イギリス、アメリカ3軍の戦車として劇中に登場したタイ王国陸軍所属のM41

戦闘シーンの撮影は爆薬の炸裂で容赦なく土や小石、ヤシの木が吹き飛び、頭に降り注ぐ。現地のエキストラ数百人も参加したが、その内の一人の学生が持ち場を離れ、塹壕に飛び込むシーンであおい輝彦の顔に誤って銃剣を突き刺した。あおいの目の上10センチのところで傷口がかなり深く、あおいは顔じゅう血だらけ。幸いすぐに病院で手当てしてすでに癒着していて縫わずに済んだ。フィリピンロケも含め、1981年夏までに東南アジア戦線のパートは撮り終え、全編3分の2の撮影は終了した。劇中、台湾パートはないが、主に描かれるサイパンの戦いなど、東南アジア戦線の撮影は台湾を当地に見立ててほぼ撮影したものと見られる。作中に登場する戦車はロケ地の一つのタイの陸軍車両のM41ウォーカー・ブルドッグを借りたもので、劇中に日本軍、イギリス軍、アメリカ軍の戦車が登場するが、全てM41ウォーカー・ブルドッグとなっている。東條英機が自決に失敗して連合軍に連行されるシーンは、実際に起きた場所（東條邸）で撮影されている。
50分頃、小林美代（関根恵子）が負傷して戦地から戻った夫・幸吉（あおい輝彦）に面会に行く場面で、戦争ボケして除隊を拒否し、家庭に戻ろうとせず、最前線の戦場に戻ろうとする幸吉を引き留めるため、防空壕に夫を引き込み、乳房を出して肉体で説得するシーンがあるが、乳房のアップはボディダブルで、関根の乳でない。この後1:10分前後から、再び幸吉が召集令状を受けた後、自宅で情交する場面では関根が軽く横乳を披露し、夜の寝床ではあおいが関根の乳を揉み上げ、出兵の日の朝また行水中に情交を始める。理髪店を営む小林家は清澄設定。
1時間過ぎに江上孝（篠田三郎）と柏木京子（夏目雅子）が奈良へ旅行に行き、その晩、江上が京子に入隊を告げる。突然の別れに京子は驚き、二人で抱き合い江上が「体を大事にしてくれよ。君はもう僕のものなんだから」と台詞を言う。二人はまだ結婚してはおらず、恋人であるが戦中の女性の人権軽視を表現する。
子役時代の仙道敦子が東条英機（丹波哲郎）の娘・君枝として最後の方に出演。顔のアップはあるが台詞はない。大門勲（西郷輝彦）が九州弁、桐山軍曹（佐藤允）が広島弁、柏木京子（夏目）が関西弁、沖縄出身設定の国吉靖子（佳那晃子）が沖縄語らしき方言を喋る。靖子は日本を「ヤマト」と話す。他の役者は標準語。小田島剛一（三浦友和）は岩手県出身設定だが、岩手方言は喋らない。
ラストシーンは、監督舛田と脚本笠原の世代の万感の思いが込められている。舞台は舛田の記憶の中にある終戦の日のように、よく晴れ上がった海岸。生きて帰ってくるとは思わない夫が海の向こうからやってくるシーン。戦争が終わり戦後が始まろうとする瞬間、関根扮する美代の中で交錯する様々な思いを笠原はシナリオに書き連ねていた。関根はこの複雑な思いを顔一つで表さないといけないという難しいシーンで、舛田監督も演技指導の方法もなく困り果てた。舛田は脚本の笠原の要求に応えてないんじゃないかと思い込み、さらに2回撮り直しが行われ、関根が「もうできません」とワーッと泣きじゃくり撮影が終了した。但し涙が枯れたのか、使われたカットは涙は出ていない。このシーンを観た岡田東映社長は、関根に面と向かって「あんた、僕はそんなに名優だと思っていなかったけど、実は名優なんだねえ」と褒めたという。岡田は大映が倒産したとき、関根を東映に引き抜こうとしたことがある。

### ロケ地
台湾、フィリピンの他、奈良県大和郡山市松尾寺でも撮影された。

## 宣伝
前売動員62万枚で配収18億円を記録した『二百三高地』を上回る前売動員100万枚を目指した。ヨドバシカメラがタイアップしており、50,000円以上購入した顧客を対象に、本映画の鑑賞券をプレゼントするキャンペーンを実施していた。
朝日新聞に掲載された本作広告で江藤淳が「この映画を観て、私は日本人がついに自分の物語を語り始めたと感じた。サイパン島玉砕の場面は特に圧巻で、藤田嗣治の戦争画が動き出したような感動がある」と書いた。タイトルが物議を醸す中、東映としても社運を賭けた大作でもあり、さらに悪ノリ気味の仰々しい宣伝を展開し各メディアから叩かれた。中学・高校生の団体鑑賞を当て込み、東京都内1,017校の視聴覚担当教諭宛に無料ご招待の試写状を送り届けた。報告を受けた都教組は「判断力の未熟な子供に誤った戦争観を抱かせる恐れがある」と激怒し、日教組もおっとり刀で応援に立ち、「教育の現場に軍国主義映画が持ち込まれることはゆゆしき事態」と大々的に反対運動を展開させる構えを見せた。受けて立つ東映は「映画もご覧にならずに、問答無用式に反対なさるのは、日教組さんのお好きな言葉でいえば"ファッショ"ですよ。私どもは『大日本帝国』が成立して崩壊した歴史をじっくり現代の子供たちに考えてもらいたい」などと反論した。また1982年6月17日には防衛庁に出張し、制服組を試写会に大量に招待した。これが"良識派"の逆鱗に触れ、"良識派"が封切館にデモを掛けたり、舛田監督宅に抗議電話を掛けるなど反撥キャンペーンを予定していると報じられた。この騒ぎに便乗して山谷哲夫監督が自作『沖縄のハルモニー証言・従軍慰安婦』と抗日映画の決定版とされる北朝鮮映画『血の海』をセットで『特集・抗日映画』と題して1982年7月に池袋 文芸坐ル・ピリエで上映した。

## 興行
同じ舛田監督作品である『ハイティーン・ブギ』が東宝で同じ日に公開された。

## 作品の評価

### 興行成績
配収14億円で、邦画年間3位になる大ヒットを記録した。製作費15億円のため、映画館興行のみでは赤字となる。

### 評論
右翼からは天皇批判左翼映画と言われ、左翼からは戦争賛美右翼映画と批判された。
脚本の笠原和夫によると、右派の作曲家黛敏郎は「非常に巧みに作られた左翼映画」と評し、左派の映画監督山本薩夫は「非常にうまく作られた右翼映画」と評したとのことである。その原因の一つは、戦犯として処刑される兵士（篠田三郎）の吐く「天皇陛下、お先に参ります」という台詞だった。山本薩夫はこれを天皇への忠節と解釈し、一方では「天皇も戦争の責任を取ってあの世へ来い」という天皇批判という解釈もあり、どちらか判断しづらいと公開当時問題になった。山本は「殺伐なる映画は子供に悪い影響を与える」と署名運動を展開し、朝日新聞に投書した。笠原自身は天皇批判の意図であり、直接天皇批判を盛り込むのは東映が難色を示すため、間接的な表現で巧妙に仕込んだものだったという。
笠原は『シナリオ』1982年7月号で「わたしは右でも左でもない。右に行ったり、左に行ったりしているものです。権力や組織に属さない一介の市井人というのは、それが正直な在りようではないでしょうか」「最高の〈劇的昂揚〉を観客に与えたいという願いを持っています。反戦のテーマとか、戦争の真実を暴く、とかいったことは、わたしにとっては二次的なつけたりのコメントです」などと述べている。
監督の舛田利雄も、新井美代（関根恵子）の「天皇陛下も戦争に行くのかしら」という台詞と合わせ、笠原には一貫した天皇制批判の意図があったことを証言している。舛田自身も終戦当時、天皇は戦犯になるものと思っており、「兵士がそのような形で死んでいったのに、マッカーサーの政策的意図で生かされた昭和天皇は気の毒な方」「天皇陛下の名の下に、みんな戦争にかり出されて、死んだら白木の箱に入って靖国神社に祀られる。そのシステムの中で庶民はどう生きたか、どういう思いで亡くなったのか、ということが僕や笠原としてはある」と述べている。
小川徹は「角川がはじめたTV利用の大作が行き詰まった後、東映が偶然、『二百三高地』という戦争ものを作ったら大ヒットしたので、これならば大金をかけて商売が成立するという目途が立った。それが各社こぞって戦争映画を作り始めた原因です（中略）監督のほとんどが失業しているときですから、今は大作を作らせて貰えることは監督としては嬉しいことで、監督側からいえば戦争映画をやる必然性はありません（中略）『大日本帝国』という題はドギツすぎで、スキャンダラスで世論操作的です。この映画に出てくる庶民の青年は、みなカップルでしょ。ぼくらが学徒で入隊したときはほとんど独り身だった。『真空地帯』とか『雲ながるる果てに』にも娼婦は出てくるけど、ほとんどがシングルだったので共感を持った気がする。ところが、この映画はまるで戦後のご家庭の幸福や恋愛の自由を包めた充足した平和の時期の感覚のトータルを、戦争に対決させようとしているところが、何となくうそ寒い作りものの感じです。おまけに軍人の髪が長いし…」などと論じている。
四方田犬彦はスタジオシステムが崩壊しつつあった中で観客を大量動員するための企画の1本で、内容的には軍事強国だった日本へのノスタルジーをかきたてるものだと、日本映画史の中で位置付けている。
大島渚は戦後の日本ではただの一本も好戦映画はつくられていないと論じ、「『大日本帝国』という、私などからは恐ろしい題名の映画を作った監督はきわめてまじめに『これは反戦映画です』と言ったと聞きます。私はその監督を信じています」と述べている。
『動乱』や『二百三高地』同様、日本共産党の機関紙「赤旗（現・しんぶん赤旗）」からは、山田和夫らによって「戦争賛美映画」「軍国主義賛美映画」「右翼映画である」と批判されている。山田は『シネ・フロント』でこの時期作られた本作を含めた『動乱』や『二百三高地』『連合艦隊』『南十字星』などの各社戦争映画全てに対して、「実際体験を持たない若い人たち、子供たちに無邪気なかたちでメカへの興味も含めて、ほとんど抵抗なく戦争を受け入れる素地が作られて動員を容易にしている問題がある。現代史について学校ではほとんど教えられなかったという状況につけこみ、観客の側にそれらの作品を受け入れる余地が拡大され、日本映画の戦争映画を中心とする右傾化が起こっている」などと論じている。
天本英世は『話の特集』1982年8月号で「『大日本帝国』何というタイトルであろうか、恥ずかしさというものを知らないタイトルである！」などと、おすぎも「スゴイというか、オッソロシイというか、酷いタイトル。なにしろ出演している役者が三浦友和、あおい輝彦、西郷輝彦、篠田三郎。もうそのへんのレストランのハンバーグの行列でしょう。そんな顔の兵隊たちが、南方の戦場で、かたつむりを食べて『ひもじい、ひもじい』なんてセリフを吐いたって誰が真実だと思います。まあ冗談をって笑っちゃうわよ。せめてエキストラの兵隊たちだけ痩せている人を集めるような工夫は出来ないのかしら」などと評している。
小藤田千栄子は「議論ふっとうの『大日本帝国』である。確かに私もこのタイトルを聞いたときは"ヤバイ"と思った。いかにもギンギンの右傾化である。かつて確実に、この地上にその名の国があったとはいえ、いまこのタイトルではいかにも"ダサイ"ではないか。例えば『映画を観てきたの』って言って『何を?』と聞かれたとき『大日本帝国』と答えるのは、ちょっと気恥ずかしもある。よくぞつけたりの感もあるが、かなりのところ、テレない人たちが作った映画である」などと評している。
竹中労は「結論は明瞭。舛田監督はよきシナリオを得て、よき作品を創り得なかった。このヒト、しょせんは一流半である。職人でも芸術家でもなく、ゼニ使うすべてを知っている山本晋也といったところか。笠原和夫の脚本は、天皇の戦争責任を直載に提起している。このところ流行したどの戦争映画よりも確乎している」などと評している。
南坊義道は「この映画はとても鑑賞に耐えるような代物ではない。映画の前半はやくざ映画、後半はメロドラマである。この映画の眼目は、東條英機の復権そのものに尽きる。記者会見の折、丹波哲郎がいみじくも言った『戦争は負けたためにこれまで東條英機は間違って解釈されていた…』 は、まことに言い得て妙である。しかし、一億の民の苦悩と血は、どう贖われるのか。朝鮮、中国、東南アジア諸国の10億の民の魂と血の犠牲はどう贖われるのか。この映画を観て"日本人がついに自分の物語を語り始めた"とはとても言えない」などと論じている。
映画評論家の佐藤忠男は、戦争指導者に同情的なことや、日本の戦争責任の描き方に批判的な論調であるが、太平洋戦争を全面的には美化せず、戦死者を無駄死にと描いており、日本人の自己憐憫の映画だと指摘している。また「『大日本帝国』とはまた凄い題をつけたものである。右翼以外の人なら誰も忘れてしまいたいと思っている言葉だから、社会全体の右傾化が憂えられているおりから、さては軍国主義を肯定しようとする映画か、と疑われたのも無理はない。しかし、この映画は大日本帝国がいかに崩壊したかを描いているもので、それを復活させようと呼びかけるものではない。人騒がせな題であると思う（中略）映画としては、かなり大時代な野暮ったい出来であり、お芝居臭さに閉口する場面もかなりあるが、全体に愚直なまでの生真面目さがあることを認めたい。それが軽薄に戦争を美化することへの歯止めとして利いている」「『二百三高地』と『大日本帝国』の2本に共通しているのは、平和主義者の兵士も、決して粗暴なわけではないまじめな兵士も、そもそも不条理な場である戦場では平気で人を殺せる人間に変わってゆくということである。平和に生きるわれわれの感覚で、地獄の中のような戦場で残虐行為におちいったりする兵士を頭から裁かないで欲しいという願いが土台にあるが、それはそれでひとつの真実であろう」などと論じている。
吉本隆明は「いまどき戦争映画を作る人も、いまどき反核運動をやってる人もどちらも戦争が好きな人だと思いますね。ぼくはそういうことは言っておかないといけない気がします。『大日本帝国』が好戦映画で殺伐としていて『ひめゆりの塔』はそうじゃない、みたいに世間に流布するのはよくないことで、充分『大日本帝国』もレジスタンスの映画として見れば、ちゃんとそう出来ていると思いました」などと論じている。
塩田時敏は「『大日本帝国』とはまたえらく激しくアナクロに過ぎたるタイトルで、事実その通りの内容なのだが、関根恵子と夏目雅子の女の闘いぶりだけは、正直、涙も出ようかという必見ものであった。『TATTOO＜刺青＞あり』の関根と『鬼龍院花子の生涯』の夏目の二人は今、最高に輝いている。しかし各社戦争映画のつるべ打ちは何とも気が重く、イヤーな気分である事に変りはない」と評した。
中国の国営メディアである新華社通信は、ちょうど公開当時に、日本の歴史教科書の記述が外交問題に発展した「教科書問題」が起きていたため、東條英機を主人公にした映画が製作されるほど、日本の風潮は右傾化していると報じた。
秋本鉄次は「戦争映画は男の悲壮感だけを描けば事足りるものではない。女性をどう描くか、が実は重要なことを笠原脚本映画は教えてくれる。男は国家や組織や規則や命令には実は弱い動物だが、女性の行動原理は基本的に違う。『男は美意識に囚われ物狂いになってしまうが、女性は美意識では動かないから宿命なりに対抗出来るんです』とかつて笠原氏に直接取材した時に聞いた言葉である。『大日本帝国』で素晴らしいのは、一兵卒で招集された床屋の女房で、関根恵子が扮する美代だ。『戦争で死ぬのが男らしいと思っているあんたは本当のバカだよ』と言い切り、自分の豊かな胸をはだけて『みんなあなたのものよ。もう離さないで』と訴える彼女の何たる神々しさ、彼女はこの時点で菩薩になった。そして、太平洋戦争に日本が負けても、彼女は愛する亭主を戦争から奪還する闘いに勝利する、『日本でもアメリカでもどっちでもいいから早くまけちゃえ』という台詞はまさに魂の叫びである」などと評している。
辛口採点の多い『シティロード』封切時の映画批評。本作の評価は平均点（★★★★★…ぜったいに見る価値あり! ★★★★…かなり面白かったです ★★★…見て損はないと思うよ ★★…面白さは個人の発見だから ★…どういうふうに見るかだね）。（原文ママ）。えりかわクロ「これは女性の為の映画です。ドンパチやる戦争映画でも、男達の戦いを描いているものでもありません。その時、彼女達は何を想い、どう動いたか、裏側からじっくりとらえています。五木ひろしの歌がクサくてクサくて…より泣けてしまうから、男は観なくて結構」（★★★）。垣井道弘「また"戦争もの"かいな、と半ばシラケつつみていたら、脚本のテンポがいいのでグイグイと引き込まれてしまった。『連合艦隊』のようなセンチメンタルなだけの回想趣味大作とはひと味違う。少なくとも東条英機をキッチリと描こうとした姿勢（その人間像には不満が残るにしても）は評価できる」（★★★）。今野雄二「改めてヴェテラン監督の演出力の確かさを認識させられた。この映画はその題材、あるいはテーマとは無関係に、見る者を3時間もの間スクリーンに引きつけてしまうパワーを持っている。ポイントを戦場の葛藤にも増して、若い男女のラヴ・ストーリーに移している点が素晴らしく、夏目雅子の奮闘ぶりが目立つ。ただしラストをさらう関根恵子にはかなわない。相変わらずしたたかな女優である」（★★★）。松田政男「堂々たる天皇制批判の映画である。これを好戦的とソシる奴輩は、たかが〈知識人映画〉のレベルで、たかが〈大衆映画〉と蔑視しているからだろう。笠原脚本＝舛田演出の前作『二百三高地』ほどの齟齬もないが、私としては党派的に断固支持したい。日共がケナすのはともかく、右翼がホメているのは連中が頓馬だからだ」（★★★★）。

## 影響
春日太一は「本作と東宝『連合艦隊』は軍隊経験者が作った最後の戦争映画」と論じ、「この2本以降、80年半ばからテレビのバラエティ番組やトレンディドラマなど軽薄さが尊ばれる時代となり、本格的な戦争映画は作られなくなった。戦争映画の作り手が戦時に少年時代を送った人が増えて来たためで、少年や少女を主人公にした、空襲や疎開先を舞台とした作品が大半となった」などと論じている。本作とは関係ないが、2000年代以降の戦争大作の増加は「製作委員会システム」の導入と、デジタル技術の急激な進歩が大きな原因と述べている。

## テレビ放映
テレビ東京『午後のロードショー』で2012年8月15日（第一部）、16日（第二部）の2日間にわたって本作品が放送された。

## ネット配信
- YouTube「東映シアターオンライン」
  - 2024年10月18日 - 2024年11月1日（映画『十一人の賊軍』公開記念関連配信）
- Amazon Prime Video「東映オンデマンド」、Hulu、U-NEXT - 見放題配信

## DVD
2003年、全国で開催された夏目雅子を偲ぶ「永遠の夏目雅子展」を訪れた岡田茂（当時東映相談役）が「ウチの映画（東映の夏目出演映画）は、まだDVDになっとらんのか」と"ツルの一声"を発し、急遽本作と夏目が6代目マドンナを演じた『トラック野郎・男一匹桃次郎』、『二百三高地』が同年12月初DVD化された。

## 映像ソフト
- 『大日本帝国』【DVD】（2011年11月1日、東映ビデオ）
- 『大日本帝国』【Blu-ray】（2015年8月5日、東映ビデオ）